# زجاج مسطح
الزجاج المسطح أو الطبق المسطح هو عبارة عن وعاء صغير، من الزجاج الكثيف أو الخزف لخلط المواد. وعامة ما يكون لهذه الأطباق عشر جدران متساوية (عشري الأضلاع) ذات وعاء كبير على أحد الجوانب ووعاء أصغر في أسفل الجانب الآخر. الزجاجات المسطحة عادة ما يتم استخدامها في مجال طب الأسنان كأوعية لخلط الأدوية أو حشوات الأسنان،  بينما يتم استخدامها أيضاً من قبل الفنانين (لخلط الأحبار أو الدهانات)، وأيضاً في مستحضرات تجميل لاحتواء كميات صغيرة من ملمعات الأظافر أو الأصباغ، بالإضافة لاستخدامها في مختبرات الكيمياء. وأحياناً ما يطلق مصطلح «الزجاج المسطح» عن طريق الخطأ على أي طبق يحتوي على سطحين مقعرين أو أكثر والذي يستخدم لتخزين أو لخلط المواد.